# 클로르프로마진
클로르프로마진(chlorpromazine, CPZ, 상표명: Thorazine, Largactil 등)은 항정신병제제 약물이다. 조현병 등의 정신증을 치료하기 위해 주로 사용된다. 다른 용도로는 양극성 장애, 주의력결핍 과다행동장애, 구역질 및 구토, 수술 전 불안, 또 다른 조치로 개선되지 않는 딸꾹질의 치료가 포함된다. 구강으로나 근육 주사, 수액을 통해 복용할 수 있다.
일반적인 부작용으로는 운동 문제, 졸음, 구갈(목마름), 기립성 저혈압, 몸무게 증가가 포함된다. 심각한 부작용으로는 잠재적으로 영구적인 운동 질환, 지발성 안면 마비, 신경이완제 악성증후군, 백혈구 감소가 포함될 수 있다. 치매로 인하여 정신병이 있는 노인들의 경우 사망의 위험이 증가할 수 있다. 임신 중에 사용해도 안전한지는 분명하지 않다. 클로르프로마진은 전형적인 항정신병약계에 속한다. 동작 구조는 완전히 밝혀져 있지 않으나 도파민 길항제 기능과 관련된 것으로 짐작된다. 항세로토닌성, 항히스타민의 속성을 모두 갖추고 있다.
클로르프로마진은 1950년에 발견되었으며 최초의 항정신병약이었다. 의료제도에 필수적인 가장 효과적이고 안전한 의약품 목록인 WHO 필수 의약품 목록에 등재되어 있다. 이 약물의 도입은 정신과학사에서 상당한 진보 가운데 하나로 간주되고 있다. 제네릭 의약품으로 구매가 가능하다. 개발도상국의 도매가는 하루 당 US$0.02 ~ US$0.12 사이이다. 미국내 도매가는 2019년 기준으로 하루에 약 US$7.80에 달한다.

### 약물동력학

클로르프로마진의 3가지 일반 대사물질

## 연구
클로르프로마진은 파울러 자유아메바에 감염된 동물들에게 잠정적인 효력이 있으며 항진균, 항균 활동의 인 비트로를 보여준다.

## 같이 보기
- 할로페리돌
- 신경정신약물
- 비정형적 항정신병제제